# 선거법
선거법(選擧法)은 선거 제도와 선거 기관, 선거구의 분할, 선거인과 후보자의 등록 절차, 자금 조달, 선전, 투표와 개표 등의 절차와 규제를 다루는 공법의 한 종류이다.

## 같이 보기
- 분류:영국의 선거법
- 보통선거